# Nako Yabuki
Nako Yabuki (矢吹奈子, Hiragana やぶき なこ, Hangul 야부키 나코; Tokio, 18 de junio de 2001) es una cantante, actriz, bailarina y modelo japonesa. Desde 2013 forma parte del grupo idol japonés HKT48, formó parte del grupo coreano Iz*one desde 2018 hasta su final en 2021, formado por el programa de Mnet "Produce 48", quedando en el puesto #6 logrando debutar como miembro oficial.

## Primeros años
Nako nació un 20 de julio de 2001 en Tokio, Japón, donde vivió una infancia normal. Durante su infancia, hizo pequeños comerciales, dramas y películas.
En 2013, a los 12 años de edad, audicionó para formar parte de HKT48, ya que Sashihara Rino, quien formaba parte del grupo en aquel entonces, le propuso su idea durante un Akushukai (Meet & greet) Ese mismo año, se unió a HKT48 como Kenkyuusei, es decir como aprendiz que aspira a debutar en el grupo.
En 2014, fue seleccionada como miembro oficial para el Team H, a los 13 años de edad. Ese mismo año fue elegida como centro para la nueva canción del grupo titulada "Wink wa 3-Kai", aumentando mucho su popularidad. Ese mismo año, se volvió modelo exclusiva para la revista "LOVE Berry"
Tuvo una breve participación en el grupo hermano y principal AKB48 desde 2015 hasta 2017, luego de ese tiempo regresó a HKT48. Además, fue nombrada como la mejor de la tercera generación del grupo japonés.

## Carrera profesional

### Aparición en PRODUCE 48
En 2018 se reveló que Nako, junto a otras 9 miembros de HKT48, competirían en la tercera edición de programa surcoreano de supervivencia Produce 48 en su edición especial con los grupos de idols más famosas de Japón ( AKB48, HKT48, NGT48, entre otros). Así, el 6 de mayo de ese mismo año, Nako aparece por primera vez en la televisión coreana.
Esto le pasó factura, no solo por no saber nada del idioma coreano, si no también por la exigencia y dificultad del programa, por lo que para las aprendices japonesas, incluida Yabuki, pasaron por malos momentos.
A pesar de esto, Nako tuvo gran popularidad, demostrando sus habilidades de canto, baile y belleza, tanto así que fue promovida a la clase A, después de que su primera clasificación fuese una F. La artista fue múltiples veces tendencia en Japón y Corea del Sur durante el avance del programa, ascendiendo masivamente en los rankings de Produce 48, pasando del puesto 27 al puesto 2 y 7.

### Debut en IZ*ONE (2018-2021)
Sin embargo, Nako logró posicionarse en el lugar #6 de la final, logrando su debut en el grupo proyecto final IZ*ONE, un grupo coreano-japonés, donde no solo quedó ella, también su compañera de grupo Sakura Miyawaki, y Hitomi Honda, integrante de AKB48.
Antes del debut con el nuevo grupo, Nako y Sakura Miyawaki dieron su último concierto en Japón junto a HKT48, prometiendo volver luego de la terminación del grupo, de dos años y medio de duración.
Debutó junto a las 11 miembros restantes con la canción "La Vie en Rose", donde fue un gran éxito en Corea del Sur, logrando entrar en los charts coreanos y ganar el primer premio para el grupo luego de 9 días de su debut.
Junto a IZ*ONE habían tenido gran éxito en Corea y Japón, algunos de los temas más conocidos del grupo son "Violeta", "Fiesta", "Secret Story Of The Swan", entre otros más. Sus singles japoneses exitosos fueron "Vampire", "Buenos Aires", y el debut "Suki to iwasetai".
Nako, junto a las demás japonesas del grupo, compusieron las versiones en japonés de Violeta, Fiesta y La Vie en Rose para el álbum reempaquetado "Twelve: Special Edition".
Pese al gran avance del grupo y la mejora inmediata de su idioma coreano, el 28 de abril de 2021 se anuncia la disolución oficial de IZ*ONE. Al día siguiente, Nako y sus compañeras Sakura y Hitomi, fueron vistas en el aeropuerto de camino a Japón, donde se especula que regresaran a sus respectivos grupos como en los anteriores años.